# كاتدرائية الانتقال (طنجة)
كاتدرائية سيدة الانتقال (بالفرنسيَّة: Cathédrale Notre Dame de l’Assomption) وتسمى أيضًا كاتدرائية طنجة هي عبارة عن مبنى ديني تابع للكنيسة الرومانية الكاثوليكية، والتي تُعد بمثابة مقر أبرشية طنجة، وتحمل الأبرشية اسم مدينة طنجة. وتُعرف الكاتدرائية في بعض الأحيان أيضًا باسم الكاتدرائية الإسبانية، وهي من المباني المعمارية الحداثية الإسبانية القليلة والتي أقيمت في النصف الثاني من القرن العشرين في المغرب.

## تاريخ
افتتح المعبد في عام 1961، وقد صمم وبني المبنى مع الأساليب المعمارية الحديثة ومع الحفاظ على الكلاسيكية من قبل المهندس المعماري لويس مارتينيز رويز. من أبرز معالم الكاتدرائية كل من محراب الكاتدرائية ونوافذ الزجاج المعشق وهي من أعمال الفنان أليكانتي اركاديو بلاسكو، والتي تشكل واحدة من مناطق الجذب الرئيسية للكاتدرائية.